# ثيسيوس يهجر أريادني (لوحة)
ثيسيوس يهجر أريادني (بالإنجليزية: Ariadne Abandoned by Theseus)‏ هي لوحة زيتية على قماش الكانفاس للفنانة السويسرية أنجيليكا كوفمان رسمتها في إنجلترا عام 1774. وهي معروضة حاليًا في متحف الفنون الجميلة في هيوستن كهدية من السيد والسيدة هاريس ماسترسون الثالث. تُصوِّرُ اللوحة موضوعًا أسطوريًّا يدور حول الشخصية الإغريقيَّة «أريادني» ومَن شغف قلبها حُبًّا «ثيسيوس». وهي إحدى لوحات كوفمان التاريخية القليلة التي تصور شخصية واحدة.